# 서귀포시
서귀포시(西歸浦市)는 대한민국 제주특별자치도의 남부에 위치하고 있는 행정시이다. 
과거 남제주군에 속했던 서귀읍이 서귀포항을 중심으로 도시화되어 1981년 자치시인 서귀포시로 승격되면서 신설되었다. 2006년 제주특별자치도의 출범과 함께 서귀포시의 동서로 접하던 남제주군과 통합하였으며 행정시로 전환되었다. 되었다. 대륜동에 혁신도시가 위치하고 있으며 국세공무원교육원, 국립기상과학원, 공무원연금공단 등이 혁신도시에 있다.

## 역사
서귀포라는 이름은 '서불이 서쪽(西)으로 돌아간(歸) 포구(浦)'라는 뜻에서 유래되었다. 중국 진나라 시기에 방사(方士)를 역임했던 서복(徐福, 서불(徐巿))이 진 시황제의 명령을 받고 영지, 시로미, 금광초, 옥지지를 비롯한 불로초를 찾기 위하여 남자 500명, 여자 500명을 데리고 제주도의 삼신산(三神山) 가운데 하나인 영주산(瀛洲山)에 오른 다음에 정방폭포에 "서불이 다녀간 곳"을 뜻하는 '서불과지'(徐巿過之)라는 글자를 새기고 서쪽으로 돌아갔다는 이야기가 전한다.
조선 태종 16년인 1416년, 제주목사 오식의 건의에 따라 한라산 남쪽의 현 서귀포시 지역에 정의현, 대정현이 설치되었다. 서귀읍 지역과 동쪽의 읍면은 정의현, 중문면 지역과 나머지 읍면은 대정현에 속하였다. 조선 태종 때에 서귀는 정의현의 우면, 중문은 대정현의 동좌면이라고 불렀다.
일제강점기인 1915년 도사제(島司制)를 실시함에 따라 서귀는 제주도 우면, 중문은 좌면이 되었고, 1935년에 서귀면과 중문면으로 개칭되었다.
해방 후인 1946년 제주도에 도제(道制)가 실시되었다. 옛 대정군과 정의군을 관할로 하는 남제주군이 설치되었다. 1956년 7월, 남제주군 서귀면 지역이 서귀읍으로 승격되었고, 1981년 7월 1일, 서귀읍과 중문면이 통합하여 남제주군으로부터 분리되어 서귀포시로 승격하였다. 신설되는 서귀포시는 12개의 행정동을 두게 되었다.
2006년 7월 1일 제주특별자치도의 출범과 함께 남제주군과 통합됨과 동시에 행정시로 전환되었다.

1981년부터 2006년까지 사용된 서귀포시의 기
2006년 3월 3일부터 같은 해 6월 30일까지 사용된 서귀포시의 기

## 지리

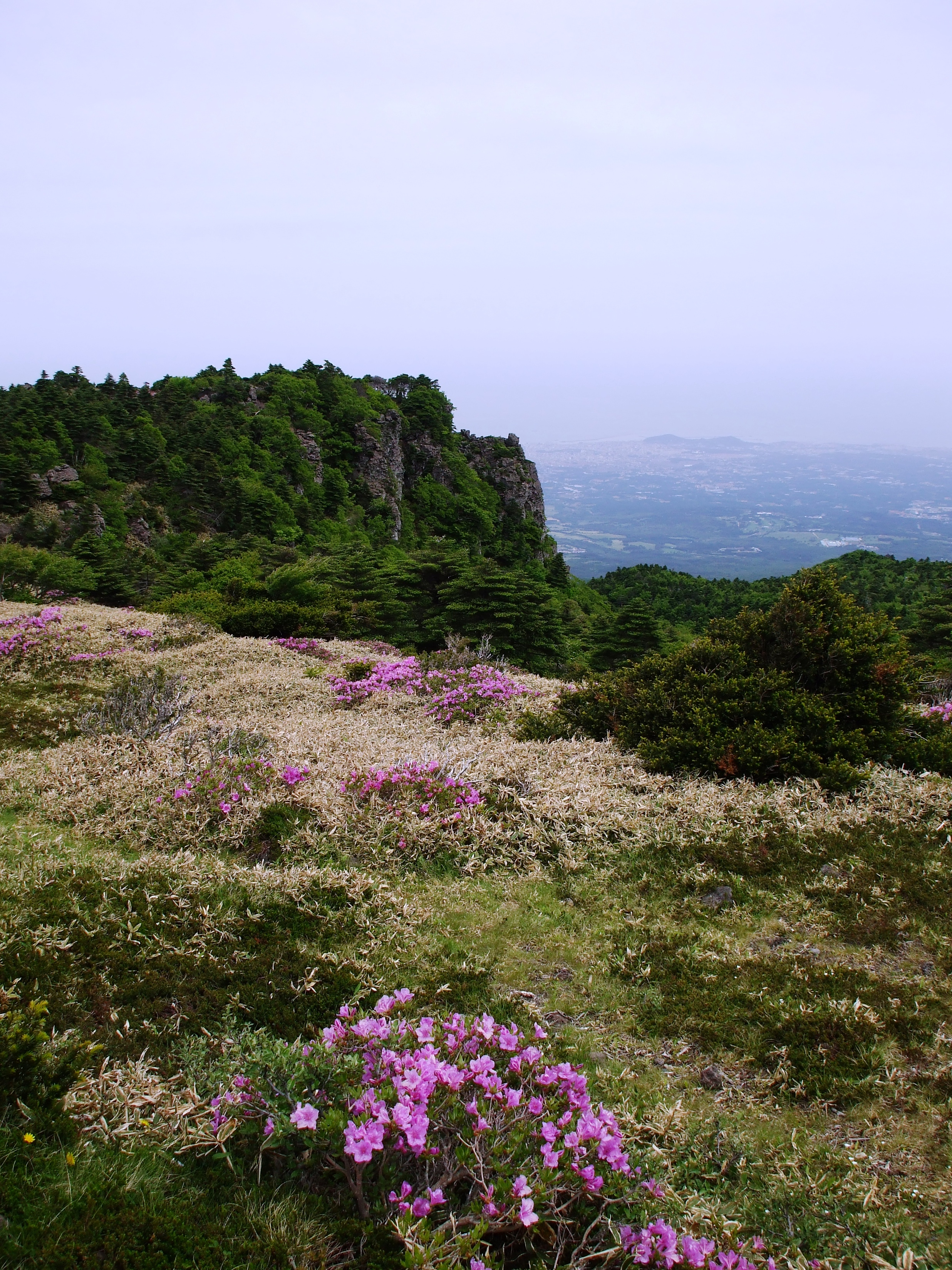
한라산

북쪽은 한라산을 경계로 제주시와 접해 있고 남쪽은 동중국해에 접해 있다. 해안선은 제주시와 마찬가지로 단조롭고 여러 섬들이 위치해 있다. 제주시와 마찬가지로 서귀포시도 대부분의 인구가 해안에 집중되어 있으며, 오름이라고 불리는 기생 화산이 산간 지역에 널리 분포되어 있다.
제주도는 세계 유일의 유네스코의 3대 보호제도의 인증을 받은 곳으로 유네스코 생물권보전지역(2002년 12월), 세계자연유산(2007년 2월), 세계지질공원(2010년 10월 4일)으로 선정된 풍부한 생태자원을 가지고 있다. 세계지질공원의 대표 명소로 인정된 곳은 한라산과 성산일출봉, 천지연폭포, 패류화석 서귀포층, 주상절리대, 산방산, 용머리해안, 송악산 등 9곳이다.
대표적인 섬으로는 가파도와 마라도가 있으며 마라도는 대한민국의 최남단 섬이다.

### 기후
서귀포시의 기후학적 위치는 위도상으로는 온대기후로 분류하고 그 중에서도 온난 습윤 기후에 속하며 연평균 기온이 전국에서 가장 높은 지역으로 일교차가 육지에 비해 적고 사시사철 온난한 기후 특성을 나타내고 있다. 다만, 겨울에는 호수효과로 인한 눈이 여러번 관측된다. 연평균 기온 16.9°C, 연평균 최고기온 20.3°C, 연평균 최저기온 13.9°C로 한국에서 가장 따뜻한 기후이다. 연평균 강수량은 1989.6mm으로 거제시, 성산읍 다음으로 많다.
| 서귀포기상관측소 (서귀포시 서귀동, 해발 51.86m)의 기후  | 서귀포기상관측소 (서귀포시 서귀동, 해발 51.86m)의 기후 | 서귀포기상관측소 (서귀포시 서귀동, 해발 51.86m)의 기후 | 서귀포기상관측소 (서귀포시 서귀동, 해발 51.86m)의 기후 | 서귀포기상관측소 (서귀포시 서귀동, 해발 51.86m)의 기후 | 서귀포기상관측소 (서귀포시 서귀동, 해발 51.86m)의 기후 | 서귀포기상관측소 (서귀포시 서귀동, 해발 51.86m)의 기후 | 서귀포기상관측소 (서귀포시 서귀동, 해발 51.86m)의 기후 | 서귀포기상관측소 (서귀포시 서귀동, 해발 51.86m)의 기후 | 서귀포기상관측소 (서귀포시 서귀동, 해발 51.86m)의 기후 | 서귀포기상관측소 (서귀포시 서귀동, 해발 51.86m)의 기후 | 서귀포기상관측소 (서귀포시 서귀동, 해발 51.86m)의 기후 | 서귀포기상관측소 (서귀포시 서귀동, 해발 51.86m)의 기후 | 서귀포기상관측소 (서귀포시 서귀동, 해발 51.86m)의 기후 |
| 월                                                      | 1월                                                    | 2월                                                    | 3월                                                    | 4월                                                    | 5월                                                    | 6월                                                    | 7월                                                    | 8월                                                    | 9월                                                    | 10월                                                   | 11월                                                   | 12월                                                   | 연간                                                   |
| ------------------------------------------------------- | ------------------------------------------------------ | ------------------------------------------------------ | ------------------------------------------------------ | ------------------------------------------------------ | ------------------------------------------------------ | ------------------------------------------------------ | ------------------------------------------------------ | ------------------------------------------------------ | ------------------------------------------------------ | ------------------------------------------------------ | ------------------------------------------------------ | ------------------------------------------------------ | ------------------------------------------------------ |
| 역대 최고 기온 °C (°F)                                  | 20.7 (69.3)                                            | 23.6 (74.5)                                            | 23.8 (74.8)                                            | 28.5 (83.3)                                            | 30.4 (86.7)                                            | 31.5 (88.7)                                            | 35.8 (96.4)                                            | 35.9 (96.6)                                            | 34.8 (94.6)                                            | 30.9 (87.6)                                            | 28.0 (82.4)                                            | 22.4 (72.3)                                            | 35.9 (96.6)                                            |
| 일평균 최고 기온 °C (°F)                                | 10.8 (51.4)                                            | 11.8 (53.2)                                            | 14.7 (58.5)                                            | 18.6 (65.5)                                            | 22.3 (72.1)                                            | 24.7 (76.5)                                            | 28.3 (82.9)                                            | 30.1 (86.2)                                            | 27.4 (81.3)                                            | 23.5 (74.3)                                            | 18.4 (65.1)                                            | 13.1 (55.6)                                            | 20.3 (68.5)                                            |
| 일일 평균 기온 °C (°F)                                  | 7.2 (45.0)                                             | 8.2 (46.8)                                             | 11.0 (51.8)                                            | 15.0 (59.0)                                            | 18.8 (65.8)                                            | 21.8 (71.2)                                            | 25.7 (78.3)                                            | 27.2 (81.0)                                            | 24.1 (75.4)                                            | 19.6 (67.3)                                            | 14.6 (58.3)                                            | 9.4 (48.9)                                             | 16.9 (62.4)                                            |
| 일평균 최저 기온 °C (°F)                                | 4.1 (39.4)                                             | 4.8 (40.6)                                             | 7.5 (45.5)                                             | 11.6 (52.9)                                            | 15.8 (60.4)                                            | 19.5 (67.1)                                            | 23.8 (74.8)                                            | 24.9 (76.8)                                            | 21.5 (70.7)                                            | 16.4 (61.5)                                            | 11.2 (52.2)                                            | 6.2 (43.2)                                             | 13.9 (57.0)                                            |
| 역대 최저 기온 °C (°F)                                  | −6.4 (20.5)                                            | −6.3 (20.7)                                            | −4.4 (24.1)                                            | 0.2 (32.4)                                             | 7.2 (45.0)                                             | 11.9 (53.4)                                            | 14.8 (58.6)                                            | 16.8 (62.2)                                            | 12.2 (54.0)                                            | 6.8 (44.2)                                             | 0.0 (32.0)                                             | −4.1 (24.6)                                            | −6.4 (20.5)                                            |
| 평균 강수량 mm (인치)                                   | 60.7 (2.39)                                            | 77.9 (3.07)                                            | 130.3 (5.13)                                           | 187.0 (7.36)                                           | 223.6 (8.80)                                           | 267.6 (10.54)                                          | 275.8 (10.86)                                          | 315.7 (12.43)                                          | 208.8 (8.22)                                           | 100.4 (3.95)                                           | 86.2 (3.39)                                            | 55.6 (2.19)                                            | 1,989.6 (78.33)                                        |
| 평균 강수일수 (≥ 0.1 mm)                                | 9.8                                                    | 9.6                                                    | 10.5                                                   | 10.1                                                   | 10.7                                                   | 12.8                                                   | 13.8                                                   | 14.3                                                   | 10.9                                                   | 5.8                                                    | 8.1                                                    | 8.9                                                    | 125.3                                                  |
| 평균 강설일수                                           | 3.8                                                    | 2.4                                                    | 0.8                                                    | 0.0                                                    | 0.0                                                    | 0.0                                                    | 0.0                                                    | 0.0                                                    | 0.0                                                    | 0.0                                                    | 0.1                                                    | 3.1                                                    | 10.2                                                   |
| 평균 상대 습도 (%)                                      | 63.0                                                   | 62.5                                                   | 62.4                                                   | 65.2                                                   | 70.6                                                   | 80.7                                                   | 86.1                                                   | 80.9                                                   | 73.6                                                   | 64.8                                                   | 64.7                                                   | 63.2                                                   | 69.8                                                   |
| 평균 월간 일조시간                                      | 153.5                                                  | 157.4                                                  | 185.8                                                  | 196.5                                                  | 203.5                                                  | 136.3                                                  | 144.8                                                  | 187.7                                                  | 174.7                                                  | 208.8                                                  | 166.8                                                  | 158.8                                                  | 2,074.6                                                |
| 출처: 기상청 (평년값: 1991년~2020년, 극값: 1961년~현재) |                                                        |                                                        |                                                        |                                                        |                                                        |                                                        |                                                        |                                                        |                                                        |                                                        |                                                        |                                                        |                                                        |

| 성산기상레이더관측소 (서귀포시 성산읍 신산리, 해발 20.34m)의 기후 | 성산기상레이더관측소 (서귀포시 성산읍 신산리, 해발 20.34m)의 기후 | 성산기상레이더관측소 (서귀포시 성산읍 신산리, 해발 20.34m)의 기후 | 성산기상레이더관측소 (서귀포시 성산읍 신산리, 해발 20.34m)의 기후 | 성산기상레이더관측소 (서귀포시 성산읍 신산리, 해발 20.34m)의 기후 | 성산기상레이더관측소 (서귀포시 성산읍 신산리, 해발 20.34m)의 기후 | 성산기상레이더관측소 (서귀포시 성산읍 신산리, 해발 20.34m)의 기후 | 성산기상레이더관측소 (서귀포시 성산읍 신산리, 해발 20.34m)의 기후 | 성산기상레이더관측소 (서귀포시 성산읍 신산리, 해발 20.34m)의 기후 | 성산기상레이더관측소 (서귀포시 성산읍 신산리, 해발 20.34m)의 기후 | 성산기상레이더관측소 (서귀포시 성산읍 신산리, 해발 20.34m)의 기후 | 성산기상레이더관측소 (서귀포시 성산읍 신산리, 해발 20.34m)의 기후 | 성산기상레이더관측소 (서귀포시 성산읍 신산리, 해발 20.34m)의 기후 | 성산기상레이더관측소 (서귀포시 성산읍 신산리, 해발 20.34m)의 기후 |
| 월                                                                | 1월                                                               | 2월                                                               | 3월                                                               | 4월                                                               | 5월                                                               | 6월                                                               | 7월                                                               | 8월                                                               | 9월                                                               | 10월                                                              | 11월                                                              | 12월                                                              | 연간                                                              |
| ----------------------------------------------------------------- | ----------------------------------------------------------------- | ----------------------------------------------------------------- | ----------------------------------------------------------------- | ----------------------------------------------------------------- | ----------------------------------------------------------------- | ----------------------------------------------------------------- | ----------------------------------------------------------------- | ----------------------------------------------------------------- | ----------------------------------------------------------------- | ----------------------------------------------------------------- | ----------------------------------------------------------------- | ----------------------------------------------------------------- | ----------------------------------------------------------------- |
| 역대 최고 기온 °C (°F)                                            | 20.9 (69.6)                                                       | 22.3 (72.1)                                                       | 22.7 (72.9)                                                       | 28.1 (82.6)                                                       | 30.6 (87.1)                                                       | 31.8 (89.2)                                                       | 36.2 (97.2)                                                       | 35.5 (95.9)                                                       | 33.3 (91.9)                                                       | 30.1 (86.2)                                                       | 25.7 (78.3)                                                       | 22.4 (72.3)                                                       | 36.2 (97.2)                                                       |
| 일평균 최고 기온 °C (°F)                                          | 8.9 (48.0)                                                        | 10.1 (50.2)                                                       | 13.6 (56.5)                                                       | 18.0 (64.4)                                                       | 21.9 (71.4)                                                       | 24.2 (75.6)                                                       | 28.1 (82.6)                                                       | 29.7 (85.5)                                                       | 26.5 (79.7)                                                       | 22.0 (71.6)                                                       | 16.7 (62.1)                                                       | 11.2 (52.2)                                                       | 19.2 (66.6)                                                       |
| 일일 평균 기온 °C (°F)                                            | 5.4 (41.7)                                                        | 6.3 (43.3)                                                        | 9.5 (49.1)                                                        | 13.8 (56.8)                                                       | 17.7 (63.9)                                                       | 20.9 (69.6)                                                       | 25.1 (77.2)                                                       | 26.5 (79.7)                                                       | 23.2 (73.8)                                                       | 18.2 (64.8)                                                       | 12.7 (54.9)                                                       | 7.5 (45.5)                                                        | 15.6 (60.1)                                                       |
| 일평균 최저 기온 °C (°F)                                          | 2.1 (35.8)                                                        | 2.5 (36.5)                                                        | 5.2 (41.4)                                                        | 9.4 (48.9)                                                        | 13.7 (56.7)                                                       | 17.9 (64.2)                                                       | 22.6 (72.7)                                                       | 23.9 (75.0)                                                       | 20.2 (68.4)                                                       | 14.5 (58.1)                                                       | 8.8 (47.8)                                                        | 3.9 (39.0)                                                        | 12.1 (53.8)                                                       |
| 역대 최저 기온 °C (°F)                                            | −7.0 (19.4)                                                       | −6.4 (20.5)                                                       | −4.7 (23.5)                                                       | −1.3 (29.7)                                                       | 1.7 (35.1)                                                        | 8.2 (46.8)                                                        | 13.7 (56.7)                                                       | 16.2 (61.2)                                                       | 10.4 (50.7)                                                       | 3.2 (37.8)                                                        | −0.6 (30.9)                                                       | −4.0 (24.8)                                                       | −7.0 (19.4)                                                       |
| 평균 강수량 mm (인치)                                             | 77.5 (3.05)                                                       | 83.2 (3.28)                                                       | 139.4 (5.49)                                                      | 161.3 (6.35)                                                      | 178.0 (7.01)                                                      | 231.9 (9.13)                                                      | 271.3 (10.68)                                                     | 343.2 (13.51)                                                     | 248.6 (9.79)                                                      | 114.0 (4.49)                                                      | 102.8 (4.05)                                                      | 78.8 (3.10)                                                       | 2,030 (79.92)                                                     |
| 평균 강수일수 (≥ 0.1 mm)                                          | 11.0                                                              | 9.8                                                               | 10.4                                                              | 9.4                                                               | 9.8                                                               | 12.8                                                              | 12.7                                                              | 13.3                                                              | 10.8                                                              | 6.3                                                               | 9.0                                                               | 10.1                                                              | 125.4                                                             |
| 평균 상대 습도 (%)                                                | 67.4                                                              | 65.5                                                              | 65.4                                                              | 67.4                                                              | 72.2                                                              | 82.6                                                              | 85.6                                                              | 81.5                                                              | 76.3                                                              | 69.4                                                              | 68.7                                                              | 67.7                                                              | 72.5                                                              |
| 평균 월간 일조시간                                                | 128.6                                                             | 145.5                                                             | 181.5                                                             | 198.0                                                             | 208.7                                                             | 141.1                                                             | 160.3                                                             | 192.6                                                             | 167.2                                                             | 192.0                                                             | 156.7                                                             | 134.7                                                             | 2,006.9                                                           |
| 출처: 기상청 (평년값: 1991년~2020년, 극값: 1971년~현재)           |                                                                   |                                                                   |                                                                   |                                                                   |                                                                   |                                                                   |                                                                   |                                                                   |                                                                   |                                                                   |                                                                   |                                                                   |                                                                   |

## 행정 구역
서귀포시는 하위 행정구역으로 3읍 2면 12동이 있다. 2022년 6월 기준, 서귀포시의 인구는 184,474명, 88,375세대이다.
행정동 중에서 대륜동·동홍동·서홍동·송산동·영천동·정방동·중앙동·천지동·효돈동은 옛 서귀읍에 속하며 대천동·예래동·중문동은 옛 중문면의 영역에 해당한다.
| 읍면동   | 한자     | 면적   | 인구    | 세대   |
| -------- | -------- | ------ | ------- | ------ |
| 대정읍   | 大靜邑   | 78.63  | 22,073  | 10,716 |
| 남원읍   | 南元邑   | 188.71 | 18,658  | 8,831  |
| 성산읍   | 城山邑   | 107.79 | 15,501  | 8,232  |
| 안덕면   | 安德面   | 105.6  | 12,308  | 6,412  |
| 표선면   | 表善面   | 135.16 | 12,591  | 6,324  |
| 송산동   | 松山洞   | 4.8    | 3,968   | 1,931  |
| 정방동   | 正房洞   | 0.44   | 2,120   | 1,314  |
| 중앙동   | 中央洞   | 0.35   | 3,244   | 1,887  |
| 천지동   | 天地洞   | 1.39   | 3,446   | 1,981  |
| 효돈동   | 孝敦洞   | 6.6    | 5,320   | 2,389  |
| 영천동   | 靈泉洞   | 46.33  | 5,225   | 2,516  |
| 동홍동   | 東烘洞   | 14.3   | 23,417  | 9,894  |
| 서홍동   | 西烘洞   | 14.71  | 11,254  | 4,644  |
| 대륜동   | 大倫洞   | 22.24  | 15,411  | 6,923  |
| 대천동   | 大川洞   | 50.5   | 13,802  | 6,460  |
| 중문동   | 中文洞   | 56.44  | 12,217  | 5,903  |
| 예래동   | 猊來洞   | 37.3   | 3,919   | 2,018  |
| 서귀포시 | 西歸浦市 | 871.29 | 184,474 | 88,375 |

## 시청
서귀포시청은 제1청사와 제2청사로 나뉘어져 있으며 제1청사는 제주특별자치도 서귀포시 서홍동에 위치하고 있으며 제2청사는 서귀포시 대륜동에 위치하고 있다.

## 문화·관광

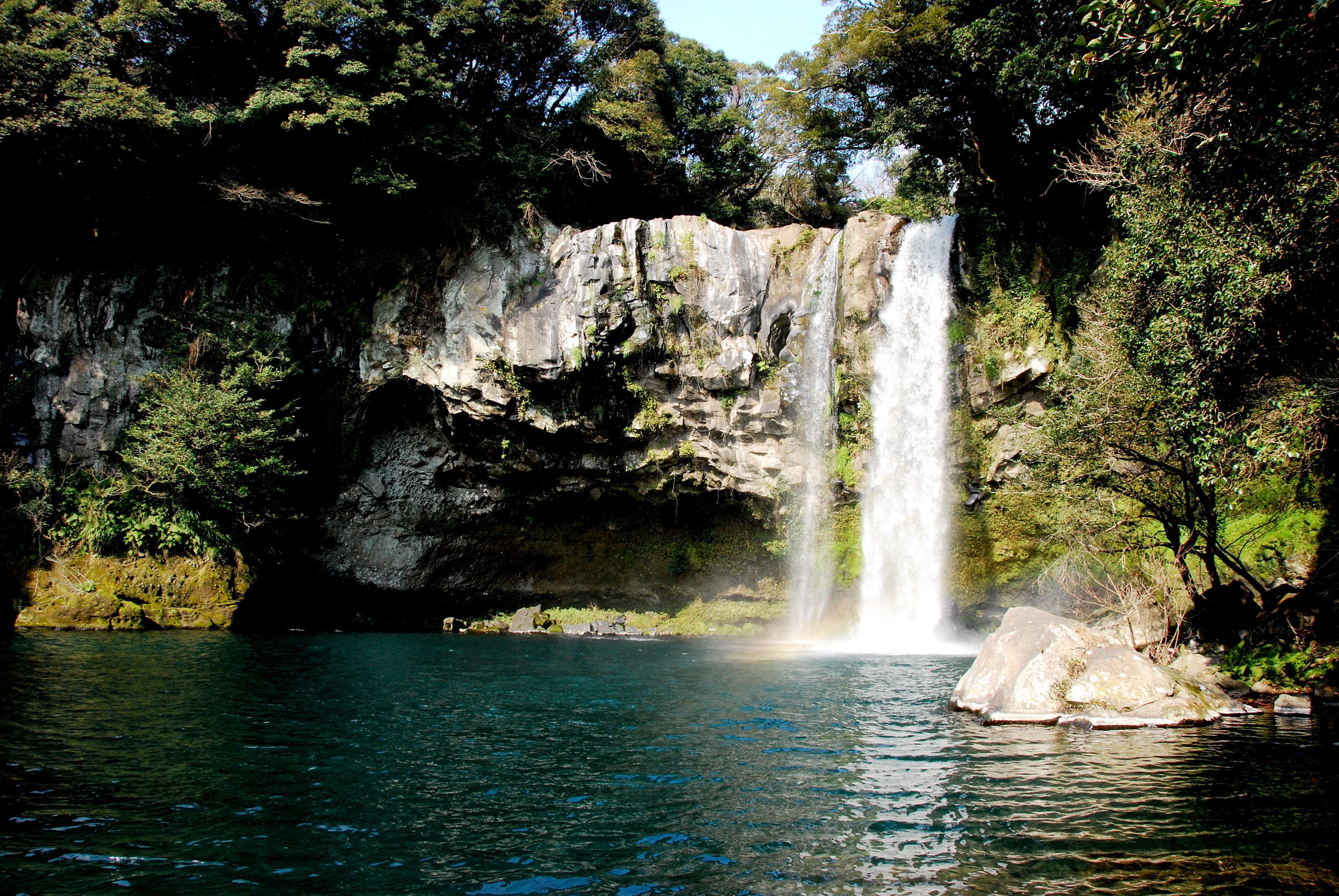
천지연폭포

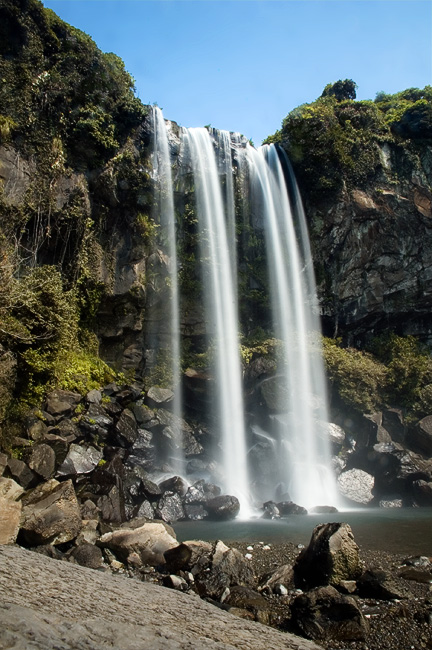
정방폭포

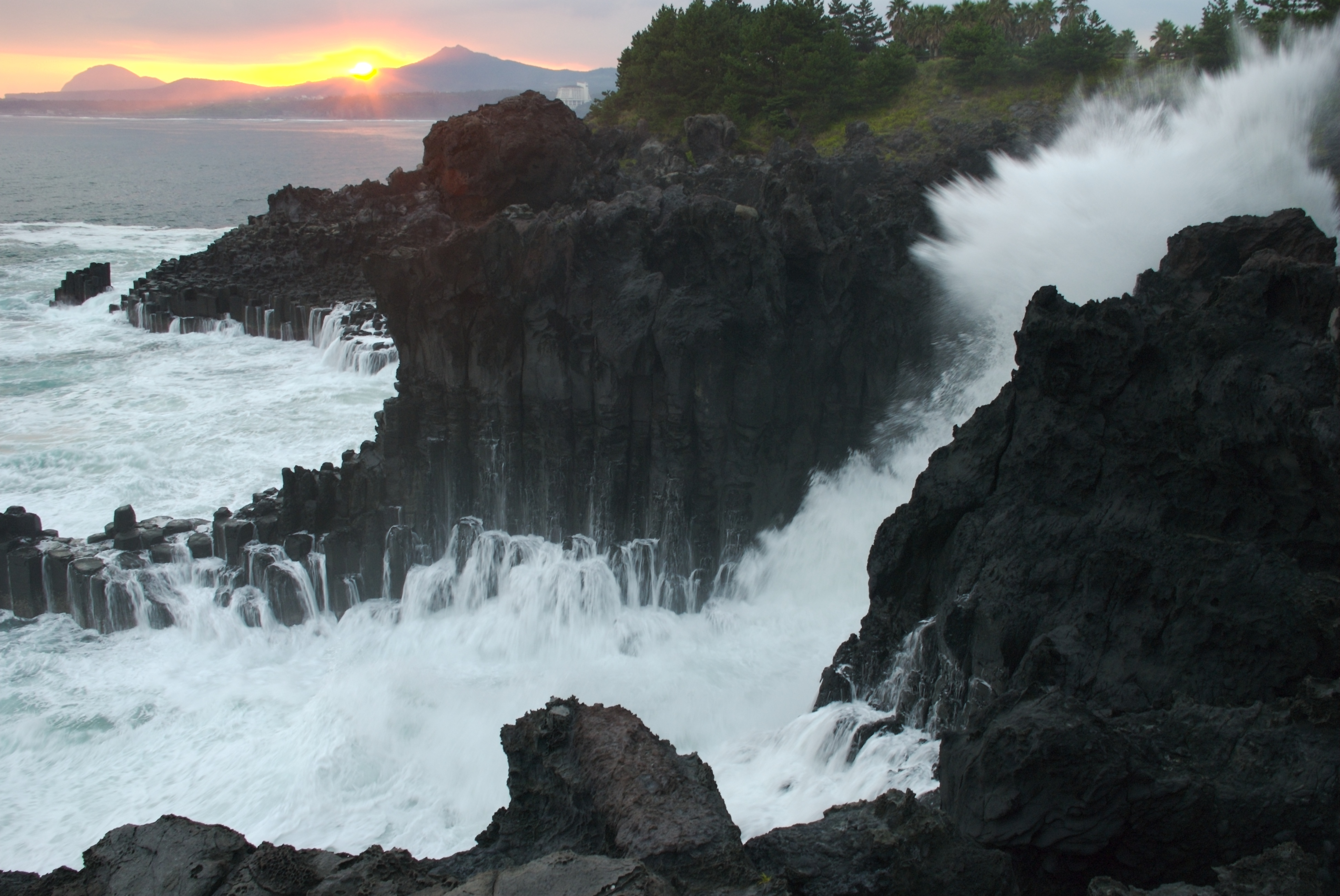
대포주상절리대

서귀포시는 자연경관이 뛰어나고, 기후가 온화하여 천혜의 관광지로 평가받는다. 특히 1971년 중문동 일대의 16.45km2의 지역이 국제위락관광단지로 지정됨으로써 국제적인 관광도시로 발돋움하였다. 배후의 한라산 웅봉에서 전면의 해양에 이르는 시역 안에는 백록담·영실기암 등 산악 경승지와 천지연·천제연·정방폭포 및 해식동·외돌괴 등 해안 경승지, 숲섬·문섬·새섬·범섬 등 다수의 해상 경승지가 산재해 있다.
서귀포시의 주요 관광지로는 다음과 같은 것들이 있다.
- 천지연폭포

‘천지연’이란 이름은 ‘하늘(天)과 땅(地)이 만나서 이룬 연못’이라는 뜻이다. 폭포의 절벽은 화산활동으로 인해 생성된 조면질(組面質) 안산암으로 이루어져있다. 폭포수의 폭은 약 12 m 높이는 22 m, 연못의 수심은 약 20 m이다. 계곡에는 아열대성·난대성의 각종 상록수와 양치식물 등이 밀생하는 울창한 숲을 이룬다.
- 정방폭포

한라산 남쪽 사면에서 발원하여 남쪽으로 흘러내리는 애이리내의 남쪽 하단에 발달한 폭포이다. 폭포수가 바다로 떨어지는 동양 유일의 해안 폭포로, 세계적으로도 자메이카의 던리버폭포 정도만이 잘 알려져 있는 희귀한 형태의 폭포이다. 주상절리가 잘 발달한 해안 절벽에 수직으로 떨어지는 20여 미터의 물줄기가 남쪽 바다의 푸르른 해안과 어우러져 장관을 이룬다.
- 천제연폭포

천제교 아래 쪽에 상·중·하의 3단 폭포로 이어져 있다. 천제연 제1폭포는 길이 22m, 수십m의 소를 이루며, 이 물이 흘러내려 다시 제2·제3의 폭포를 만든다. 폭포의 양안 일대에는 난대림 지대가 형성되어 있어 한국에서는 희귀식물인 송엽란, 담팔수 등이 자생한다.
- 여미지식물원[10]

1989년 10월 12일 개원했으며, 1992년에는 한국기네스협회로부터 동양 최대 온실로 인정받았다. 1997년 이후 서울시시설관리공단에 위탁관리되어 오다가 2005년 4월 19일에 부국개발주식회사에 인수되었다.
- 대포주상절리대

서귀포시 대포동에 있는 주상절리 해안으로, 그 가치가 높아 대한민국의 천연기념물 443호로 지정되어 있다. 이 해안은 주상절리 해안으로 육각기둥 모양의 절벽이 넓게 펼쳐져 있으며 파도가 높은 날에는 웅장하다. 이곳은 예전엔 사람들이 자유롭게 출입할 수 있었으나 현재는 사람들의 출입을 통제하고 있다.
- 성산일출봉

전형적인 수성화산으로 분화구 높이는 182m이며, 성산 일출봉에서의 일출은 영주십경 중 하나이다. 일출봉 분화구와 주변 1km 해역은 성산 일출봉 천연보호구역으로 2000년 대한민국의 천연기념물 제420호로 지정되어 있으며, 세계자연유산이자 세계지질공원으로 지정되어 있다. 원래는 섬이었지만 제주도 본섬과의 사이에 모래와 자갈이 쌓여 연결됐다. 정상에는 지름 600ｍ, 바닥면의 높이가 해발 90ｍ인 거대한 분화구가 있다.
- 성읍민속마을

중요민속자료 제188호로 지정되어 있으며, 세종 5년(1423) 정의현청을 성산읍 고성리에서 이곳으로 옮긴 이래 1914년 정의현이 폐지될 때까지 500여 년 동안 현청 소재지였던 곳이다. 유형의 문화유산으로는 이 지역 특유의 민가들을 비롯하여 향교·일관헌(동헌)·돌하르방·성지·연자마·옛 관서지 등이 있고 무형의 문화유산으로는 제주도 중산간지대 특유의 민요·민속놀이·향토음식·민속공예·방언 등이 풍부하게 남아 있다.
- 아프리카박물관[12]

아프리카박물관의 외관은 서아프리카 말리공화국의 젠네에 위치하고 있는 젠네대사원(이슬람사원)을 토대로 설계하였으며, 이는 아프리카 대륙의 정통성을 지키고 그들의 문화를 가능한 한 가깝게 전하기를 원하는 의지를 표방한다. 1998년 11월 서울 대학로에서 개장했고, 2004년 12월 서귀포시 중문관광단지로 박물관 건물을 신축하고 이전하였다.
- 믿거나말거나 박물관[13]

'리플리의 믿거나 말거나(Ripley's Believe It or Not!)'는 신문 만화가 출신의 모험가 로버트 리플리가 지구를 18바퀴나 돌 정도로 전세계 198개국을 누비면서 가능한 모든 부문에서 수집한 기묘한 사실들의 방대한 기록과 컬렉션이다. 특이한 소재를 발굴하여 소개하는 프랜차이즈 박물관으로, 전세계 여러 곳에 세워져 있으며 세계 최대의 엔터테인먼트 박물관 체인으로 성장하고, 대한민국은 전세계 11번째 리플리 유치국이다. 32번째 '믿거나 말거나 박물관'으로 제주 중문단지에서 2010년 12월 24일 개장했다.
- 초콜릿랜드[14]

초콜릿의 역사, 문화 등을 엿볼 수 있는 다양한 초콜릿 관련 전시품이 전시되고있으며, 소정의 체험비를 내고 초콜릿을 직접 만들어보는 체험을 할 수 있다.
- 감귤박물관[15]

감귤의 역사와 종류, 재배방법, 감귤의 발생, 세계의 다양한 품종의 감귤을 전시하고있다. 또한 옛 선조들의 생활용품 및 노동도구 등 유물이 상설 전시되고 있다. 테마전시실, 3D입체영상실 및 세미나실, 민속유물전시실, 기획전시실, 세계감귤원, 아열대식물원, 기타 부대시설로 구성되어 있다. 또한, 세계감귤원과 아열대식물원은 한국감귤원, 일본감귤원, 아시아감귤원, 아메리카감귤원, 유럽감귤원, 아열대화목원, 아열대과수원으로 구성되어 있으며, 세계의 각종 감귤류 80여품종 160여그루가 식재되고, 아열대지방에서 자라는 꽃과 과일나무 100여종 5,600본 식재되어있다.
- 플레이케이팝 테마파크[16]
- 테디베어 박물관[17]
- 퍼시픽랜드[18]
- 돈내코
- 소인국테마파크

## 교육 기관
현재 서귀포시에 있는 고등학교에는 다음과 같은 것들이 있다. 과거 사립대학교인 탐라대학교가 있었으나 2012년에 폐교되었다. 이외에도 특수학교로 서귀포온성학교가 있다.
| - 남주고등학교 - 대정고등학교 - 대정여자고등학교 - 삼성여자고등학교 - 중문상업고등학교 | - 서귀포고등학교 - 서귀포산업과학고등학교 - 서귀포여자고등학교 - 성산고등학교 - 표선고등학교 |

## 교통

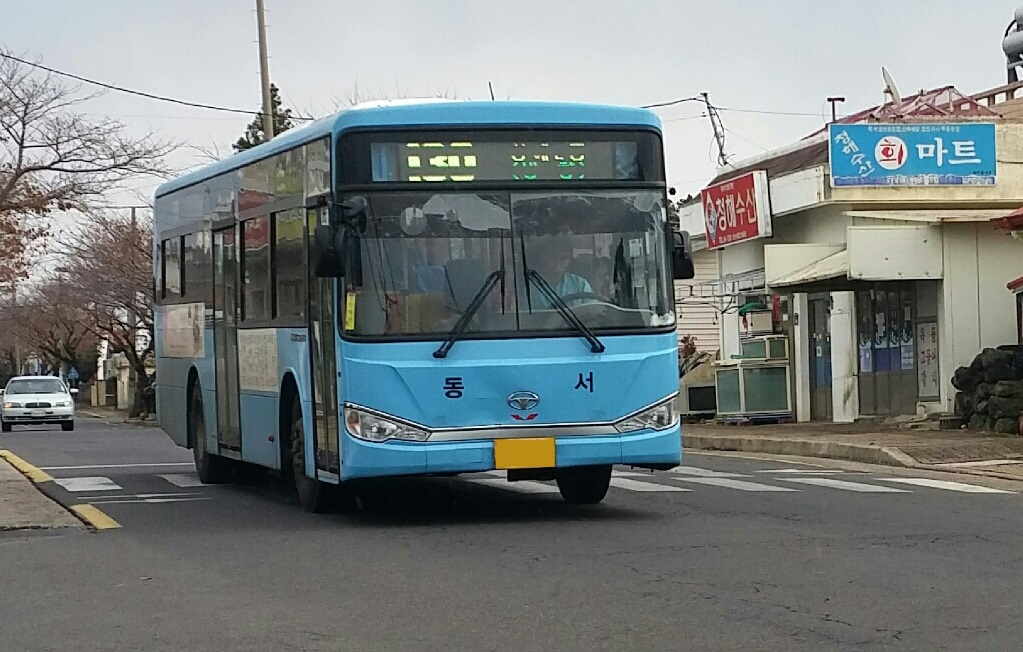
서귀포 동서교통 소속 BC211 로얄 하이시티 차량

서귀포시는 제주시와 마찬가지로 교통편을 대부분 육지부는 도로 교통을 이용하게 되며 항공 교통은 인접 제주시를 통해 연결된다. 다만 관통되어 있는 도로들은 국가지원지방도 제97호선과 국가지원지방도 제99호선 111X번대, 113X번대의 지방도가 주류를 이룬다. 그리고 버스 노선은 시내버스가 대부분을 차지하며, 철도 교통 역시 없다. 선박의 경우 마라도, 가파도 방면의 배편은 정기적으로 운항하며, 육지행 배편은 과거 부산행 여객선을 부정기적으로 운항하였지만 지금은 제주항을 통해 목포, 완도, 녹동, 여수 등지로만 연결 가능하다. 장래에는 육지로 오는 화물선이나 여객선의 운항이 재개되며, 향후 코로나19가 해결되면 일본 쓰시마, 후쿠에, 나가사키 방면 국제선 배편이 신설될 예정에 있다.

## 스포츠
제주월드컵경기장은 프로 축구단 제주 유나이티드의 홈 구장으로 사용되고 있으며, 2002년 FIFA 월드컵, 2007년 FIFA U-17 월드컵, 2017년 FIFA U-20 월드컵 경기장으로 사용되었다.

## 자매 도시
| 지역 & 국가    | 도시                     | 도시             |
| -------------- | ------------------------ | ---------------- |
| 대한민국       | 강원도                   | 철원군           |
| 대한민국       | 경기도                   | 안성시           |
| 대한민국       | 경기도                   | 안양시           |
| 대한민국       | 경기도                   | 의왕시           |
| 대한민국       | 경기도                   | 이천시           |
| 대한민국       | 서울특별시               | 용산구           |
| 대한민국       | 전라남도                 | 여수시           |
| 대한민국       | 전라남도                 | 장흥군           |
| 대한민국       | 전라북도                 | 군산시           |
| 미국           | 미네소타주               | 세인트폴         |
| 오스트레일리아 | 오스트레일리아 수도 준주 | 캔버라           |
| 일본           | 사가현                   | 가라쓰시         |
| 일본           | 와카야마현               | 기노카와시       |
| 일본           | 이바라키현               | 가시마시         |
| 중국           | 랴오닝성(辽宁省)         | 싱청시(兴城市)   |
| 중국           | 산둥성(山东省)           | 룽커우시(龙口市) |
| 중국           | 저장성(浙江省)           | 항저우시(杭州市) |

## 같이 보기
- 대한민국의 설치순 도시 목록
- 브랭섬홀아시아
- 여미지식물원
- 제주시